# Alfred Schilf

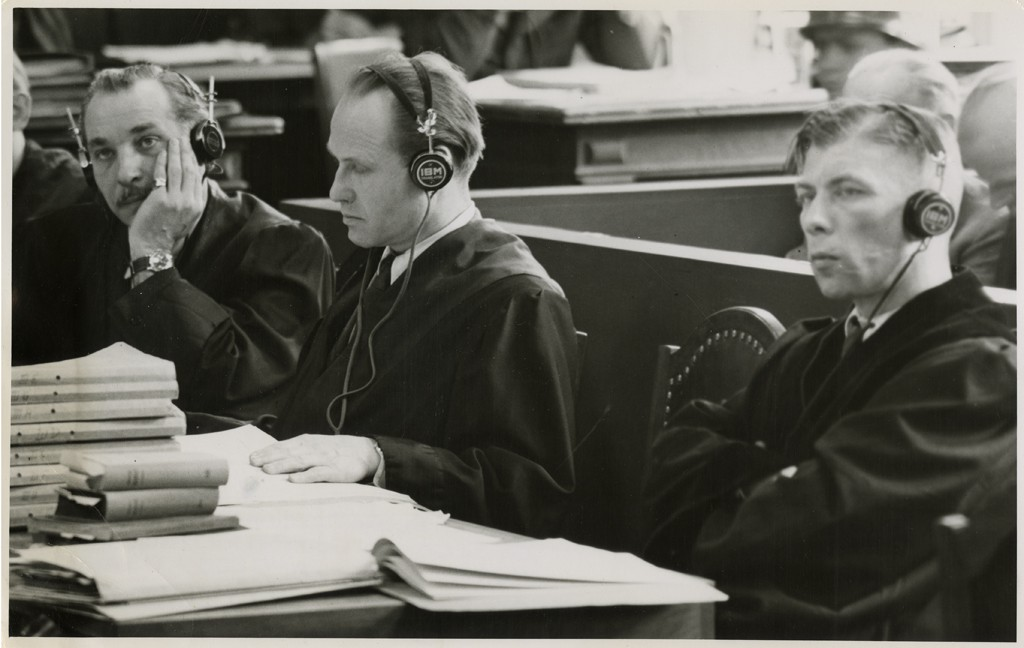
Alfred Schilf (links) mit Erich Wandschneider (Mitte) und Heinrich Grube (rechts) 1947 im Nürnberger Juristenprozess;

Alfred Oskar Karl Schilf (* 7. März 1901 in Halle an der Saale; † 5. Oktober 1972 in Karlsruhe) war ein deutscher Jurist, u. a. Verteidiger während der Nürnberger Prozesse.

## Leben
Alfred Schilf studierte an den Universitäten Heidelberg, Freiburg, München und Leipzig. Anschließend promovierte er. Ab 1937 war Schilf Mitglied der NSDAP und wurde später mit der Kategorie 5 „entlastet“ entnazifiziert.
Im Hauptkriegsverbrecherprozess war er Assistent von Heinz Fritz bei der Verteidigung von Hans Fritzsche. Beim Prozess war er auch als Vertreter von Fritz aktiv. Fritzsche wird freigesprochen.
Im Juristenprozess (Fall 3 der Nachfolgeprozesse; USA gegen Josef Altstötter et al.), einem Nachfolgeprozess der Nürnberger Prozesse, welcher von Anfang März 1945 bis Mitte Dezember 1947 dauerte, war er Verteidiger des ehemaligen Staatssekretärs im RMJ Herbert Klemm und des ehemaligen Ministerialdirigenten für Strafrechtspflege im Reichsjustizministerium Wolfgang Mettgenberg. Klemm wurde in zwei Anklagepunkten für schuldig befunden und zu lebenslanger Haft verurteilt, die später auf 20 Jahre herabgesetzte und aus der er im Februar 1957 vorzeitig entlassen wurde. Mettgenberg wurde in den gleichen Anklagepunkten wie Klemm für schuldig gesprochen und zu 10 Jahren Haft verurteilt.

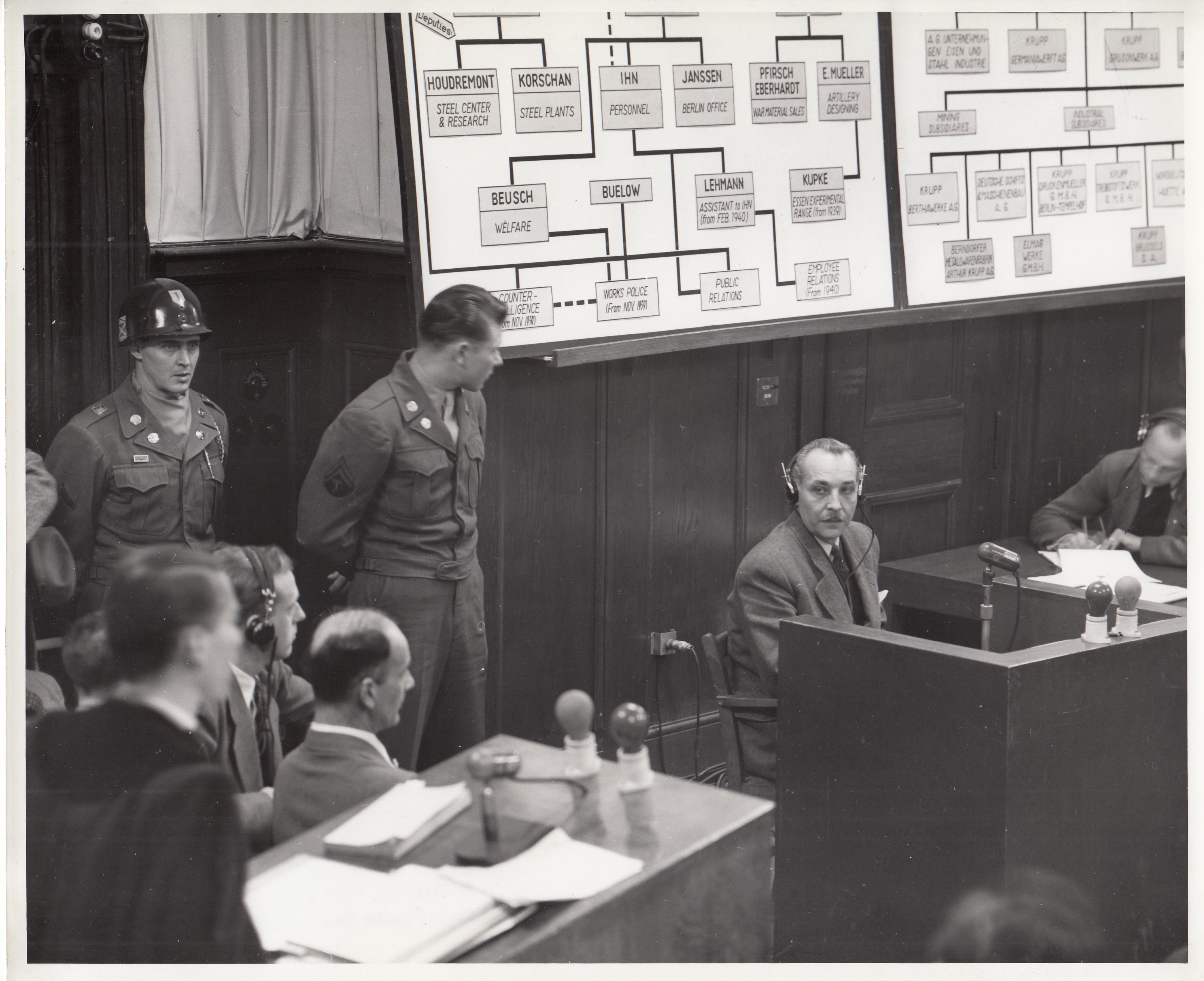
Alfred Schilf im Zeugenstand bei dem Krupp-Prozess am 8. Dezember 1947

Im Krupp-Prozess (Fall 10 der Nachfolgeprozesse; USA gegen Alfried Krupp et al.), einem Nachfolgeprozess der Nürnberger Prozesse, der von Anfang Dezember 1947 bis Ende Juli 1948 dauerte, war er Verteidiger von Friedrich Janssen. Janssen wurde in zwei von vier Anklagepunkten für schuldig befunden und zu 10 Jahren Haft verurteilt.
Im Wilhelmstraßen-Prozess (Fall 11 der Nachfolgeprozesse; USA gegen Ernst von Weizsäcker et al.), der von Januar 1948 bis April 1949 dauerte, war er Verteidiger von Ernst Woermann. Ab April 1948 war Marta Unger kurzzeitig Co-Verteidigerin unter dem Verteidiger Schilf von ihren späteren Ehemann. Für die Hochzeit war Woermann vom 20. Dezember 1948 bis 2. Januar 1949 in Freiheit. Ende Mai 1948 übernahm Günther Lummert die Co-Verteidigung von Woermann, der zwischenzeitlich auch für Schilf als Hauptverteidiger eintrat.
Später war er als Rechtsanwalt am Obersten Rückerstattungsgericht tätig.